# ニコラ山脈
ニコラ山脈(ニコラさんみゃく、英:Neacola Mountains)は、アメリカ合衆国アラスカ州のアリューシャン山脈の最北端の部分である。

## 地理
アラスカの米国の州でのアリューシャン山脈の最北端の部分範囲である。
最高峰は、ニコラ山(標高2873m)

## 由来
尖った山頂部から流れるニコラ川にちなんで名づけられた。